# Pirin (Bośnia i Hercegowina)
Pirin – wieś w Bośni i Hercegowinie, w Federacji Bośni i Hercegowiny, w kantonie środkowobośniackim, w gminie Kreševo. W 2013 roku pozostawała niezamieszkana.